# 송민학교
송민학교는 경기도 의정부시에 있는 공립 특수학교이다. 지적장애 및 지체장애 학생을 위한 특수교육기관으로 유치부, 초등부, 중학부, 고등부, 전공과를 두고 있다.

## 역사
- 2013년 3월 1일 : 개교